# Чемпіонат світу з футболу 1934 (склади команд)
Склади команд — учасниць фінального турніру чемпіонату світу з футболу 1934 року.

## Австрія
Головний тренер:  Гуго Майсль
| № | Поз. | Гравець           | Дата народження (вік)            | Матчів | Клуб                  |
| - | ---- | ----------------- | -------------------------------- | ------ | --------------------- |
| - | НП   | Йозеф Біцан       | 25 вересня 1913 (вік 20 років)   |        | Рапід                 |
| - | НП   | Георг Браун       | 22 лютого 1907 (вік 27 років)    |        | Вінер АК              |
| - | ПЗ   | Франц Вагнер      | 23 вересня 1911 (вік 22 роки)    |        | Рапід                 |
| - | НП   | Йоганн Вальцгофер | 23 березня 1906 (вік 28 років)   |        | Адміра Ваккер Медлінг |
| - | НП   | Йозеф Гассманн    | 21 травня 1910 (вік 24 роки)     |        | Ферст Вієнна          |
| - | ПЗ   | Леопольд Гофманн  | 31 жовтня 1905 (вік 28 років)    |        | Ферст Вієнна          |
| - | НП   | Маттіас Кабурек   | 9 лютого 1911 (вік 23 роки)      |        | Рапід                 |
| - | ВР   | Петер Пляцер      | 29 травня 1910 (вік 23 роки)     |        | Адміра Ваккер Медлінг |
| - | ВР   | Рудольф Рафтль    | 7 лютого 1911 (вік 23 роки)      |        | Рапід                 |
| - | ЗХ   | Карл Сеста        | 18 березня 1906 (вік 28 років)   |        | Вінер АК              |
| - | НП   | Маттіас Сінделар  | 10 лютого 1903 (вік 31 рік)      |        | Аустрія (Відень)      |
| - | ПЗ   | Йозеф Смістик     | 28 листопада 1905 (вік 28 років) |        | Рапід (Відень)        |
| - | ПЗ   | Йоганн Урбанек    | 10 жовтня 1910 (вік 23 роки)     |        | Адміра Ваккер Медлінг |
| - | НП   | Рудольф Фіртль    | 12 листопада 1902 (вік 31 рік)   |        | Аустрія (Відень)      |
| - | ВР   | Фрідріх Францль   | 6 березня 1905 (вік 29 років)    |        | Вінер Шпорт-Клуб      |
| - | НП   | Йоганн Хорват     | 20 травня 1903 (вік 31 рік)      |        | Ферст Вієнна          |
| - | НП   | Карл Цишек        | 28 серпня 1910 (вік 23 роки)     |        | Адміра Ваккер Медлінг |
| - | ЗХ   | Франц Цізар       | 28 листопада 1908 (вік 25 років) |        | Вінер АК              |
| - | НП   | Антон Шалль       | 22 червня 1907 (вік 26 років)    |        | Адміра Ваккер Медлінг |
| - | ЗХ   | Віллібальд Шмаус  | 16 червня 1911 (вік 22 роки)     |        | Ферст Вієнна          |
| - | НП   | Йозеф Штро        | 5 березня 1913 (вік 21 рік)      |        | Аустрія (Відень)      |
| - | ЗХ   | Антон Янда        | 1 травня 1904 (вік 30 років)     |        | Адміра Ваккер Медлінг |

## Аргентина
Головний тренер:  Феліпе Паскуччі
| № | Поз. | Гравець                  | Дата народження (вік)          | Матчів | Клуб                     |
| - | ---- | ------------------------ | ------------------------------ | ------ | ------------------------ |
| - | ПЗ   | Ернесто Альбаррасін      | 25 вересня 1907 (вік 26 років) |        | Буенос-Айрес             |
| - | ЗХ   | Рамон Астудільйо         |                                |        | Колон                    |
| - | ЗХ   | Ернесто Беліс            | 1 лютого 1909 (вік 25 років)   |        | Дефенсорес де Бельграно  |
| - | НП   | Федеріко Вільде          | 1909                           |        | Уніон (Санта-Фе)         |
| - | НП   | Альберто Галатео         | 4 березня 1912 (вік 22 роки)   |        | Уніон (Санта-Фе)         |
| - | ВР   | Анхель Гріппа            | 2 березня 1914 (вік 20 років)  |        | Альсіна                  |
| - | НП   | Альфредо Девінченці      | 24 січня 1911 (вік 23 роки)    |        | Естудіантіль Портеньо    |
| - | НП   | Роберто Іраньєта         | 21 березня 1915 (вік 19 років) |        | Хімнасія і Есгріма       |
| - | НП   | Луїс Іссета              |                                |        | Дефенсорес де Бельграно  |
| - | ПЗ   | Аркадіо Лопес            | 15 вересня 1910 (вік 23 роки)  |        | Буенос-Айрес             |
| - | ПЗ   | Альфонсо Лоренсо         |                                |        | Барракас Сентраль        |
| - | ПЗ   | Хосе Неїн                | 13 жовтня 1905 (вік 28 років)  |        | Спортиво Десампарадос    |
| - | ЗХ   | Хуан Педевілья           | 6 червня 1909 (вік 24 роки)    |        | Естудіантіль Портеньо    |
| - | НП   | Франсіско Перес          |                                |        | Альмагро                 |
| - | НП   | Франсіско Руа            | 4 лютого 1911 (вік 23 роки)    |        | Спортиво Док Сюд         |
| - | ПЗ   | Константіно Урб'єта Соса | 12 серпня 1907 (вік 26 років)  |        | Годой-Крус               |
| - | ВР   | Ектор Фрескі             | 22 травня 1911 (вік 23 роки)   |        | Сарм'єнто де Ресістенсіа |
| - | ЗХ   | Енріке Чименто           |                                |        | Барракас Сентраль        |

## Бельгія
Головний тренер:  Гектор Гутінк
| № | Поз. | Гравець              | Дата народження (вік)           | Матчів | Клуб              |
| - | ---- | -------------------- | ------------------------------- | ------ | ----------------- |
| - | ВР   | Арнольд Баджу        | 26 червня 1909 (вік 24 роки)    |        | Дарінг            |
| - | НП   | Жан Брішо            | 29 липня 1911 (вік 22 роки)     |        | Стандард (Льєж)   |
| - | ПЗ   | Дезіре Буржуа        | 13 грудня 1908 (вік 25 років)   |        | Мехелен           |
| - | ВР   | Андре Вандевеєр      | 21 червня 1909 (вік 24 роки)    |        | Уніон Сент-Жілуаз |
| - | ПЗ   | Фелікс Велькенгейзен | 12 грудня 1908 (вік 25 років)   |        | Уніон Сент-Жілуаз |
| - | НП   | Луї Версейп          | 5 грудня 1908 (вік 25 років)    |        | Брюгге            |
| - | НП   | Бернар Воргоф        | 10 травня 1910 (вік 24 роки)    |        | Льєрс             |
| - | ПЗ   | Огюст Геллеманс      | 14 вересня 1907 (вік 26 років)  |        | Мехелен           |
| - | НП   | Альберт Гереманс     | 13 квітня 1906 (вік 28 років)   |        | Дарінг            |
| - | НП   | Лоран Гріммонпре     | 14 грудня 1902 (вік 31 рік)     |        | Расінг (Гент)     |
| - | НП   | Франсуа Деврі        | 21 серпня 1913 (вік 20 років)   |        | Антверпен         |
| - | ЗХ   | Констан Жоасем       | 3 березня 1908 (вік 26 років)   |        | Бергем Спорт      |
| - | ПЗ   | Йозеф ван Інгельгем  | 23 січня 1912 (вік 22 роки)     |        | Дарінг            |
| - | НП   | Жан Капелль          | 26 жовтня 1913 (вік 20 років)   |        | Стандард (Льєж)   |
| - | ПЗ   | Жан Классенс         | 18 червня 1908 (вік 25 років)   |        | Уніон Сент-Жілуаз |
| - | НП   | Роберт Ламот         | 18 березня 1911 (вік 23 роки)   |        | Дарінг            |
| - | НП   | Рене Ледан           | 4 липня 1908 (вік 25 років)     |        | Стандард (Льєж)   |
| - | ЗХ   | Жуль Паппарт         | 5 листопада 1905 (вік 28 років) |        | Уніон Сент-Жілуаз |
| - | ПЗ   | Франс Перар          | 15 лютого 1913 (вік 21 рік)     |        | Антверпен         |
| - | ПЗ   | Віктор Пютман        | 29 травня 1914 (вік 19 років)   |        | Хью               |
| - | ПЗ   | Шарль Сімон          | 27 червня 1906 (вік 27 років)   |        | Льєрс             |
| - | ЗХ   | Філіберт Смеллінкс   | 17 січня 1911 (вік 23 роки)     |        | Уніон Сент-Жілуаз |

## Бразилія
Головний тренер:  Луїс Віньяес
| № | Поз. | Гравець         | Дата народження (вік)           | Матчів | Клуб          |
| - | ---- | --------------- | ------------------------------- | ------ | ------------- |
| - | НП   | Алмейда         | 2 грудня 1910 (вік 23 роки)     |        | Баїя          |
| - | ПЗ   | Аріел           | 22 лютого 1910 (вік 24 роки)    |        | Ботафого      |
| - | НП   | Армандінью      | 6 березня 1911 (вік 23 роки)    |        | Сан-Паулу     |
| - | НП   | Аттіла          | 16 грудня 1910 (вік 23 роки)    |        | Ботафого      |
| - | НП   | Бріто           | 17 травня 1913 (вік 21 рік)     |        | Сан-Паулу     |
| - | ПЗ   | Валдир          | 21 березня 1912 (вік 22 роки)   |        | Ботафого      |
| - | ВР   | Жермано         | 14 березня 1911 (вік 23 роки)   |        | Ботафого      |
| - | ПЗ   | Каналлі         | 12 березня 1907 (вік 27 років)  |        | Ботафого      |
| - | НП   | Карвалью Лейте  | 25 червня 1912 (вік 21 рік)     |        | Ботафого      |
| - | НП   | Леонідас        | 6 вересня 1913 (вік 20 років)   |        | Васко да Гама |
| - | НП   | Луїзінью        | 29 березня 1911 (вік 23 роки)   |        | Сан-Паулу     |
| - | ЗХ   | Луїс Луз        | 29 листопада 1909 (вік 24 роки) |        | Пеньяроль     |
| - | ПЗ   | Мартім          | 2 березня 1911 (вік 23 роки)    |        | Ботафого      |
| - | ЗХ   | Октасіліо       | 21 листопада 1909 (вік 24 роки) |        | Ботафого      |
| - | ПЗ   | Памплона        | 24 березня 1904 (вік 30 років)  |        | Ботафого      |
| - | НП   | Патеско         | 12 листопада 1910 (вік 23 роки) |        | Насьйональ    |
| - | ВР   | Педроза         | 8 липня 1913 (вік 20 років)     |        | Ботафого      |
| - | ЗХ   | Сілвіо Гоффманн | 15 травня 1908 (вік 26 років)   |        | Сан-Паулу     |
| - | ПЗ   | Тіноко          | 2 грудня 1904 (вік 29 років)    |        | Васко да Гама |

## Єгипет
Головний тренер:  Джеймс Маккре
| № | Поз. | Гравець             | Дата народження (вік)         | Матчів | Клуб             |
| - | ---- | ------------------- | ----------------------------- | ------ | ---------------- |
| - | ПЗ   | Мохаммед Бахаті     |                               |        | Замалек          |
| - | ПЗ   | Ахмед Халім Ібрагім | 10 лютого 1910 (вік 24 роки)  |        | Замалек          |
| - | ПЗ   | Хафез Кассеб        |                               |        | Аль-Олімпі       |
| - | ЗХ   | Алі Ель-Каф         | 15 червня 1906 (вік 27 років) |        | Замалек          |
| - | НП   | Мохамед Латіф       | 23 жовтня 1909 (вік 24 роки)  |        | Замалек          |
| - | ВР   | Мустафа Мансур      | 2 серпня 1914 (вік 19 років)  |        | Аль-Аглі         |
| - | НП   | Хані Махмуд         |                               |        | Аль-Аглі         |
| - | НП   | Камель Мосауд       | 2 серпня 1914 (вік 19 років)  |        | Аль-Аглі         |
| - | НП   | Махмуд Ель-Нігеро   |                               |        | Іттіхад Аш-Шурта |
| - | ПЗ   | Хассан Рагаб        | 1 січня 1909 (вік 25 років)   |        | Аль-Іттіхад      |
| - | ПЗ   | Ісмаїл Рафаат       | 1 січня 1908 (вік 26 років)   |        | Замалек          |
| - | ЗХ   | Ясут Ель-Сурі       |                               |        | Аль-Іттіхад      |
| - | НП   | Мостафа Таха        | 23 березня 1910 (вік 24 роки) |        | Замалек          |
| - | НП   | Ель-Тетш            | 23 грудня 1907 (вік 26 років) |        | Аль-Аглі         |
| - | НП   | Абдулрахман Фавзі   | 11 серпня 1909 (вік 24 роки)  |        | Аль-Масрі        |
| - | ПЗ   | Хассан Ель-Фар      | 1 січня 1913 (вік 21 рік)     |        | Замалек          |
| - | ВР   | Абдельазіз Фахмі    |                               |        | Аль-Аглі         |
| - | ЗХ   | Хаміду Шарлі        |                               |        | Аль-Олімпі       |
| - | НП   | Мохаммед Хассан     | 5 лютого 1905 (вік 29 років)  |        | Аль-Масрі        |
| - | ПЗ   | Мустафа Юссеф       | 11 червня 1911 (вік 22 роки)  |        | Аль-Масрі        |

## Іспанія
Головний тренер:  Амадео Гарсія
| № | Поз. | Гравець            | Дата народження (вік)          | Матчів | Клуб                   |
| - | ---- | ------------------ | ------------------------------ | ------ | ---------------------- |
| - | ПЗ   | Крісант Боск       | 26 грудня 1907 (вік 26 років)  |        | Еспаньйол              |
| - | ПЗ   | Марті Вентольра    | 16 грудня 1906 (вік 27 років)  |        | Барселона              |
| - | НП   | Гільєрмо Горостіса | 15 лютого 1909 (вік 25 років)  |        | Атлетік (Більбао)      |
| - | ЗХ   | Сіріако Еррасті    | 8 серпня 1904 (вік 29 років)   |        | Реал Мадрид            |
| - | ПЗ   | Іларіо             | 8 грудня 1905 (вік 28 років)   |        | Реал Мадрид            |
| - | НП   | Хосе Ірарагоррі    | 16 березня 1912 (вік 22 роки)  |        | Атлетік (Більбао)      |
| - | НП   | Гільєрмо Кампаналь | 9 лютого 1912 (вік 22 роки)    |        | Севілья                |
| - | ЗХ   | Хасінто Кінкосес   | 17 липня 1905 (вік 28 років)   |        | Реал Мадрид            |
| - | НП   | Ісідро Лангара     | 25 травня 1912 (вік 22 роки)   |        | Реал Ов'єдо            |
| - | НП   | Лафуенте           | 31 грудня 1907 (вік 26 років)  |        | Атлетік (Більбао)      |
| - | ПЗ   | Сімон Лекуе        | 11 лютого 1912 (вік 22 роки)   |        | Реал Бетіс             |
| - | НП   | Луїс Марін         | 4 вересня 1906 (вік 27 років)  |        | Атлетіко (Мадрид)      |
| - | ПЗ   | Мартін Маркулета   | 24 вересня 1907 (вік 26 років) |        | Реал Сосьєдад          |
| - | ПЗ   | Хосе Мугерса       | 15 вересня 1911 (вік 22 роки)  |        | Атлетік (Більбао)      |
| - | ВР   | Хуан Хосе Ногес    | 28 березня 1909 (вік 25 років) |        | Барселона              |
| - | НП   | Луїс Регейро       | 1 липня 1908 (вік 25 років)    |        | Реал Мадрид            |
| - | ЗХ   | Рамон Сабало       | 10 червня 1910 (вік 23 роки)   |        | Барселона              |
| - | ВР   | Рікардо Самора     | 21 січня 1901 (вік 33 роки)    |        | Реал Мадрид            |
| - | ПЗ   | Леонардо Сілауррен | 5 листопада 1912 (вік 21 рік)  |        | Атлетік (Більбао)      |
| - | ПЗ   | Педро Соле         | 7 травня 1905 (вік 29 років)   |        | Еспаньйол              |
| - | ПЗ   | Феде               | 14 жовтня 1912 (вік 21 рік)    |        | Севілья                |
| - | НП   | Чачо               | 14 квітня 1911 (вік 23 роки)   |        | Депортіво (Ла-Корунья) |

## Італія
Головний тренер:  Вітторіо Поццо
| № | Поз. | Гравець             | Дата народження (вік)            | Матчів | Клуб             |
| - | ---- | ------------------- | -------------------------------- | ------ | ---------------- |
| - | ЗХ   | Луїджі Аллеманді    | 18 листопада 1903 (вік 30 років) |        | Амброзіана-Інтер |
| - | НП   | П'єтро Аркарі       | 2 грудня 1909 (вік 24 роки)      |        | Мілан            |
| - | ПЗ   | Луїджі Бертоліні    | 13 вересня 1904 (вік 29 років)   |        | Ювентус          |
| - | НП   | Феліче Борель       | 5 квітня 1914 (вік 20 років)     |        | Ювентус          |
| - | ПЗ   | Маріо Варльєн       | 26 грудня 1905 (вік 28 років)    |        | Ювентус          |
| - | НП   | Енріке Гвайта       | 11 липня 1910 (вік 23 роки)      |        | Рома             |
| - | НП   | Анфілоджино Гварізі | 26 грудня 1905 (вік 28 років)    |        | Лаціо            |
| - | НП   | Аттіліо Демарія     | 19 березня 1909 (вік 25 років)   |        | Амброзіана-Інтер |
| - | ВР   | Джузеппе Каванна    | 18 вересня 1905 (вік 28 років)   |        | Наполі           |
| - | ЗХ   | Умберто Калігаріс   | 26 липня 1901 (вік 32 роки)      |        | Ювентус          |
| - | ПЗ   | Армандо Кастеллацці | 7 жовтня 1904 (вік 29 років)     |        | Амброзіана-Інтер |
| - | ВР   | Джанп'єро Комбі     | 20 листопада 1902 (вік 31 рік)   |        | Ювентус          |
| - | ВР   | Гвідо Мазетті       | 22 листопада 1907 (вік 26 років) |        | Рома             |
| - | ПЗ   | Джузеппе Меацца     | 23 серпня 1910 (вік 23 роки)     |        | Амброзіана-Інтер |
| - | ЗХ   | Еральдо Мондзельйо  | 5 червня 1906 (вік 27 років)     |        | Болонья          |
| - | ПЗ   | Луїс Монті          | 15 травня 1901 (вік 33 роки)     |        | Ювентус          |
| - | НП   | Раймундо Орсі       | 2 грудня 1901 (вік 32 роки)      |        | Ювентус          |
| - | ПЗ   | Маріо Піцціоло      | 7 грудня 1909 (вік 24 роки)      |        | Фіорентіна       |
| - | ЗХ   | Вірджиніо Розетта   | 25 лютого 1902 (вік 32 роки)     |        | Ювентус          |
| - | НП   | Анджело Ск'явіо     | 15 жовтня 1905 (вік 28 років)    |        | Болонья          |
| - | НП   | Джованні Феррарі    | 6 грудня 1907 (вік 26 років)     |        | Ювентус          |
| - | ПЗ   | Аттіліо Ферраріс    | 26 березня 1904 (вік 30 років)   |        | Рома             |

## Нідерланди
Головний тренер:  Боб Гленденнінг
| № | Поз. | Гравець            | Дата народження (вік)            | Матчів | Клуб                 |
| - | ---- | ------------------ | -------------------------------- | ------ | -------------------- |
| - | ПЗ   | Вім Андерісен      | 27 листопада 1903 (вік 30 років) |        | Аякс                 |
| - | НП   | Беб Бакгейс        | 16 квітня 1909 (вік 25 років)    |        | Звольше              |
| - | ЗХ   | Маук Вебер         | 1 березня 1914 (вік 20 років)    |        | АДО Ден Гаг          |
| - | НП   | Франк Велс         | 21 лютого 1909 (вік 25 років)    |        | Унітас (Горінхем)    |
| - | НП   | Лен Венте          | 14 травня 1911 (вік 23 роки)     |        | Нептунус (Роттердам) |
| - | НП   | Манус Враувдент    | 29 квітня 1915 (вік 19 років)    |        | Феєнорд              |
| - | ВР   | Лео Галле          | 17 лютого 1903 (вік 31 рік)      |        | Гоу Егед Іглз        |
| - | ПЗ   | Пюк ван Гел        | 21 січня 1904 (вік 30 років)     |        | Феєнорд              |
| - | НП   | Ян Графланд        | 21 серпня 1909 (вік 24 роки)     |        | ГБС (Гаага)          |
| - | ЗХ   | Ян ван Діпенбек    | 5 серпня 1903 (вік 30 років)     |        | Аякс                 |
| - | НП   | Вім Лагендал       | 13 квітня 1909 (вік 25 років)    |        | Ксеркс-ДЗБ           |
| - | ВР   | Адрі ван Мале      | 7 жовтня 1910 (вік 23 роки)      |        | Феєнорд              |
| - | НП   | Кес Мейндерс       | 28 вересня 1912 (вік 21 рік)     |        | ДФК (Дордрехт)       |
| - | ВР   | Геюс ван дер Мелен | 23 січня 1903 (вік 31 рік)       |        | Конінклейке ГФК      |
| - | НП   | Яп Мол             | 3 лютого 1912 (вік 22 роки)      |        | КФК                  |
| - | НП   | Йоуп ван Неллен    | 15 березня 1910 (вік 24 роки)    |        | ДГК (Делфт)          |
| - | ПЗ   | Тон Опрінсен       | 25 листопада 1910 (вік 23 роки)  |        | НОАД                 |
| - | ПЗ   | Бас Пауе           | 4 жовтня 1911 (вік 22 роки)      |        | Феєнорд              |
| - | ПЗ   | Генк Пеллікан      | 10 листопада 1910 (вік 23 роки)  |        | Лонга Тілбург        |
| - | ЗХ   | Шеф ван Рюн        | 12 липня 1904 (вік 29 років)     |        | ПСВ                  |
| - | НП   | Кік Сміт           | 3 листопада 1911 (вік 22 роки)   |        | Гарлем               |
| - | НП   | Аренд Схумакер     | 8 листопада 1911 (вік 22 роки)   |        | Квік Ден Гаг         |

## Німеччина
Головний тренер:  Отто Нерц
| № | Поз. | Гравець               | Дата народження (вік)            | Матчів | Клуб                          |
| - | ---- | --------------------- | -------------------------------- | ------ | ----------------------------- |
| * | ПЗ   | Ернст Альбрехт        | 12 листопада 1907 (вік 26 років) |        | Фортуна (Дюссельдорф)         |
| - | ПЗ   | Якоб Бендер           | 23 березня 1910 (вік 24 роки)    |        | Фортуна (Дюссельдорф)         |
| * | ВР   | Фріц Бухло            | 26 листопада 1909 (вік 24 роки)  |        | Шпельдорф                     |
| - | ЗХ   | Віллі Буш             | 4 січня 1907 (вік 27 років)      |        | Айнтрахт (Дуйсбург)           |
| - | НП   | Маттіас Гайдеманн     | 7 лютого 1912 (вік 22 роки)      |        | Вердер                        |
| - | ЗХ   | Зігмунд Гарінгер      | 9 грудня 1908 (вік 25 років)     |        | Баварія                       |
| - | ПЗ   | Карл Гоманн           | 18 червня 1908 (вік 25 років)    |        | Бенрат                        |
| - | ПЗ   | Рудольф Грамліх       | 6 червня 1908 (вік 25 років)     |        | Айнтрахт (Франкфурт-на-Майні) |
| * | НП   | Франц Дінерт          | 1 січня 1900 (вік 34 роки)       |        | Мюльбург                      |
| - | ПЗ   | Пауль Зелинський      | 20 листопада 1911 (вік 22 роки)  |        | Уніон Хамборн                 |
| - | НП   | Отто Зіффлінг         | 3 серпня 1912 (вік 21 рік)       |        | Вальдгоф                      |
| - | НП   | Станіслаус Коберський | 15 листопада 1910 (вік 23 роки)  |        | Фортуна (Дюссельдорф)         |
| - | НП   | Едмунд Конен          | 10 листопада 1914 (вік 19 років) |        | Саарбрюкен                    |
| - | ВР   | Віллібальд Крес       | 13 листопада 1906 (вік 27 років) |        | Дрезднер                      |
| - | НП   | Ернст Ленер           | 7 листопада 1912 (вік 21 рік)    |        | Швабен Аугсбург               |
| - | ЗХ   | Райнгольд Мюнценберг  | 25 січня 1909 (вік 25 років)     |        | Алеманія (Аахен)              |
| - | НП   | Рудольф Ноак          | 20 березня 1913 (вік 21 рік)     |        | Гамбург                       |
| - | ЗХ   | Ганс Шварц            | 1 березня 1913 (вік 21 рік)      |        | Вікторія (Гамбург)            |
| - | НП   | Фріц Шепан            | 2 вересня 1907 (вік 26 років)    |        | Шальке 04                     |
| * | НП   | Йозеф Штреб           | 16 квітня 1912 (вік 22 роки)     |        | Ваккер Мюнхен                 |
| - | ВР   | Ганс Якоб             | 16 червня 1908 (вік 25 років)    |        | Ян (Регенсбург)               |
| - | ЗХ   | Пауль Янес            | 10 березня 1912 (вік 22 роки)    |        | Фортуна (Дюссельдорф)         |

## Румунія
Головний тренер:  Йозеф Уріділь і  Костел Редулеску
| № | Поз. | Гравець           | Дата народження (вік)         | Матчів | Клуб                       |
| - | ---- | ----------------- | ----------------------------- | ------ | -------------------------- |
| - | ЗХ   | Георге Албу       | 12 вересня 1909 (вік 24 роки) |        | Венус                      |
| - | НП   | Юліу Бараткі      | 14 травня 1910 (вік 24 роки)  |        | Крішана Орадя              |
| - | НП   | Сілвіу Біндя      | 24 жовтня 1912 (вік 21 рік)   |        | Ріпенсія                   |
| - | НП   | Юліу Бодола       | 26 лютого 1912 (вік 22 роки)  |        | Клуб Атлетік Орадя         |
| - | ЗХ   | Рудольф Бюргер    | 31 жовтня 1908 (вік 25 років) |        | Ріпенсія                   |
| - | ПЗ   | Карой Вайхельт    | 2 березня 1906 (вік 28 років) |        | Клуб Атлетік Орадя         |
| - | ПЗ   | Василе Дегеляну   | 12 серпня 1910 (вік 23 роки)  |        | Ріпенсія                   |
| - | НП   | Штефан Добаї      | 26 вересня 1909 (вік 24 роки) |        | Ріпенсія                   |
| - | ВР   | Вільмош Зомборі   | 11 січня 1906 (вік 28 років)  |        | Ріпенсія                   |
| - | НП   | Іштван Клімек     | 15 квітня 1913 (вік 21 рік)   |        | ІЛСА Тімішоара             |
| - | НП   | Ніколае Ковач     | 29 грудня 1911 (вік 22 роки)  |        | Клуб Атлетік Орадя         |
| - | ВР   | Станіслау Конрад  |                               |        | Атлетік Тімішоара          |
| - | ПЗ   | Рудольф Котормань | 23 січня 1911 (вік 23 роки)   |        | Ріпенсія                   |
| - | ЗХ   | Александру Куедан | 26 вересня 1910 (вік 23 роки) |        | Рапід (Бухарест)           |
| - | ПЗ   | Йожеф Моравець    | 14 січня 1911 (вік 23 роки)   |        | ЧАМ Тімішоара              |
| - | ВР   | Адальберт Пюллек  | 6 квітня 1907 (вік 27 років)  |        | Крішана Орадя              |
| - | НП   | Грациан Сепі      | 30 грудня 1910 (вік 23 роки)  |        | Університатя (Клуж-Напока) |
| - | ЗХ   | Лазер Сфера       | 29 квітня 1909 (вік 25 років) |        | Венус                      |
| - | ЗХ   | Емеріх Фогль      | 12 серпня 1905 (вік 28 років) |        | Петролул                   |
| - | НП   | Георге Чолак      | 10 серпня 1908 (вік 25 років) |        | Ріпенсія                   |
| - | НП   | Шандор Шварц      | 18 січня 1909 (вік 25 років)  |        | Ріпенсія                   |
| - | ПЗ   | Густав Юхас       | 19 грудня 1911 (вік 22 роки)  |        | Петролул                   |

## США
Головний тренер:   Девід Гулд
| № | Поз. | Гравець         | Дата народження (вік)          | Матчів | Клуб                          |
| - | ---- | --------------- | ------------------------------ | ------ | ----------------------------- |
| - | ПЗ   | Том Амрейн      | 1911                           |        | Балтимор Американс            |
| - | ЗХ   | Ел Гаркер       | 11 квітня 1910 (вік 24 роки)   |        | Філадельфія Джерман-Американс |
| - | ПЗ   | Біллі Гонсалвес | 10 серпня 1908 (вік 25 років)  |        | Стікс, Баер і Фуллер          |
| - | ПЗ   | Джиммі Ґаллагер | 7 червня 1901 (вік 32 роки)    |        | Клівленд Славія               |
| - | НП   | Волтер Дік      | 20 вересня 1905 (вік 28 років) |        | Потакет Рейнджерс             |
| - | НП   | Альдо Донеллі   | 22 липня 1907 (вік 26 років)   |        | Піттсбург Каррі Сільвер Топс  |
| - | ПЗ   | Вільям Леман    | 20 грудня 1901 (вік 32 роки)   |        | Стікс, Баер і Фуллер          |
| - | ПЗ   | Том Лінч        |                                |        | Бруклін Селтік                |
| - | НП   | Віллі Маклейн   | 27 січня 1904 (вік 30 років)   |        | Стікс, Баер і Фуллер          |
| - | ЗХ   | Джо Мартінеллі  | 22 серпня 1916 (вік 17 років)  |        | Потакет Рейнджерс             |
| - | ЗХ   | Джордж Мургаус  | 4 травня 1901 (вік 33 роки)    |        | Нью-Йорк Американс            |
| - | НП   | Вернер Нільсен  | 24 лютого 1904 (вік 30 років)  |        | Стікс, Баер і Фуллер          |
| - | ПЗ   | Пітер П'єтрас   | 21 квітня 1908 (вік 26 років)  |        | Філадельфія Джерман-Американс |
| - | НП   | Френсіс Раян    | 10 січня 1908 (вік 26 років)   |        | Філадельфія Джерман-Американс |
| - | ЗХ   | Герман Рапп     | 1907                           |        | Філадельфія Джерман-Американс |
| - | ПЗ   | Білл Фідлер     | 10 січня 1910 (вік 24 роки)    |        | Філадельфія Джерман-Американс |
| - | ПЗ   | Том Флорі       | 6 вересня 1897 (вік 36 років)  |        | Потакет Рейнджерс             |
| - | ЗХ   | Ед Черкевич     | 8 липня 1912 (вік 21 рік)      |        | Потакет Рейнджерс             |
| - | ВР   | Джуліус Юліан   | 15 березня 1903 (вік 31 рік)   |        | Чикаго Вондерболтс            |

## Угорщина
Головний тренер:  Еден Надаш
| № | Поз. | Гравець         | Дата народження (вік)            | Матчів | Клуб        |
| - | ---- | --------------- | -------------------------------- | ------ | ----------- |
| - | НП   | Іштван Авар     | 30 травня 1905 (вік 28 років)    |        | Уйпешт      |
| - | ЗХ   | Шандор Біро     | 19 серпня 1911 (вік 22 роки)     |        | МТК         |
| - | ЗХ   | Йожеф Ваго      | 30 червня 1906 (вік 27 років)    |        | Дебрецен    |
| - | НП   | Єне Вінце       | 20 листопада 1908 (вік 25 років) |        | Дебрецен    |
| - | ПЗ   | Янош Дудаш      | 13 лютого 1913 (вік 21 рік)      |        | МТК         |
| - | НП   | Тібор Кемень    | 5 березня 1913 (вік 21 рік)      |        | Ференцварош |
| - | ПЗ   | Дьюла Лазар     | 24 січня 1911 (вік 23 роки)      |        | Ференцварош |
| - | НП   | Імре Маркош     | 9 червня 1908 (вік 25 років)     |        | Дебрецен    |
| - | ПЗ   | Іштван Палоташ  | 5 березня 1908 (вік 26 років)    |        | Дебрецен    |
| - | ПЗ   | Дьюла Полгар    | 8 лютого 1912 (вік 22 роки)      |        | Ференцварош |
| - | ВР   | Анталь Сабо     | 4 вересня 1910 (вік 23 роки)     |        | МТК         |
| - | НП   | Габор Сабо      | 14 жовтня 1902 (вік 31 рік)      |        | Уйпешт      |
| - | ПЗ   | Анталь Салаї    | 12 березня 1912 (вік 22 роки)    |        | Уйпешт      |
| - | ПЗ   | Дьордь Сюч      | 23 квітня 1912 (вік 22 роки)     |        | Уйпешт      |
| - | НП   | Іштван Тамашші  | 30 червня 1906 (вік 27 років)    |        | Уйпешт      |
| - | НП   | Паль Телекі     | 5 березня 1906 (вік 28 років)    |        | Дебрецен    |
| - | НП   | Геза Тольді     | 11 лютого 1909 (вік 25 років)    |        | Ференцварош |
| - | ЗХ   | Дьюла Футо      | 29 грудня 1908 (вік 25 років)    |        | Уйпешт      |
| - | ВР   | Йожеф Хада      | 2 березня 1911 (вік 23 роки)     |        | Ференцварош |
| - | НП   | Дьєрдь Шароші   | 15 вересня 1912 (вік 21 рік)     |        | Ференцварош |
| - | ПЗ   | Реже Шомлаї     | 14 жовтня 1911 (вік 22 роки)     |        | Кішпешт     |
| - | ЗХ   | Ласло Штернберг | 28 травня 1905 (вік 28 років)    |        | Уйпешт      |

## Франція
Головний тренер:  Гастон Барро і  Жорж Кімптон
| № | Поз. | Гравець          | Дата народження (вік)            | Матчів | Клуб              |
| - | ---- | ---------------- | -------------------------------- | ------ | ----------------- |
| - | НП   | Жозеф Альказар   | 15 червня 1911 (вік 22 роки)     |        | Олімпік (Марсель) |
| - | НП   | Альфред Астон    | 16 травня 1912 (вік 22 роки)     |        | Ред Стар          |
| - | ПЗ   | Жорж Бокур       | 15 квітня 1912 (вік 22 роки)     |        | Олімпік (Лілль)   |
| - | ЗХ   | Жуль Вандорен    | 30 грудня 1908 (вік 25 років)    |        | Олімпік (Лілль)   |
| - | НП   | Еміль Венант     | 12 червня 1907 (вік 26 років)    |        | Расінг            |
| - | ПЗ   | Жорж Верр'є      | 15 липня 1909 (вік 24 роки)      |        | Ексельсіор        |
| - | ПЗ   | Луї Габріярг     | 16 червня 1914 (вік 19 років)    |        | Сет               |
| - | ЗХ   | Жозеф Гонсалес   | 19 лютого 1907 (вік 27 років)    |        | Фів               |
| - | ПЗ   | Селестен Дельмер | 15 лютого 1907 (вік 27 років)    |        | Ексельсіор        |
| - | ПЗ   | Едмон Дельфур    | 1 листопада 1907 (вік 26 років)  |        | Расінг            |
| - | ВР   | Робер Дефоссе    | 16 червня 1909 (вік 24 роки)     |        | Олімпік (Лілль)   |
| - | НП   | Фріц Келлер      | 21 серпня 1913 (вік 20 років)    |        | Страсбур          |
| - | НП   | П'єр Корб        | 20 квітня 1908 (вік 26 років)    |        | Мюлуз             |
| - | НП   | Роже Куртуа      | 30 травня 1912 (вік 21 рік)      |        | Сошо              |
| - | НП   | Люсьєн Лоран     | 10 грудня 1907 (вік 26 років)    |        | Шарантон          |
| - | ВР   | Рене Льєнсе      | 14 липня 1913 (вік 20 років)     |        | Сет               |
| - | ПЗ   | Ноель Льєтер     | 17 листопада 1908 (вік 25 років) |        | Ексельсіор        |
| - | ЗХ   | Етьєн Маттле     | 25 грудня 1905 (вік 28 років)    |        | Сошо              |
| - | ЗХ   | Жак Мересс       | 27 лютого 1905 (вік 29 років)    |        | Ред Стар          |
| - | НП   | Жан Ніколя       | 9 червня 1913 (вік 20 років)     |        | Руан              |
| - | ПЗ   | Роже Рьйо        | 13 лютого 1913 (вік 21 рік)      |        | Руан              |
| - | ВР   | Алексіс Тепо     | 30 липня 1906 (вік 27 років)     |        | Ред Стар          |

## Чехословаччина
Головний тренер:  Карел Петру
| № | Поз. | Гравець             | Дата народження (вік)          | Матчів | Клуб              |
| - | ---- | ------------------- | ------------------------------ | ------ | ----------------- |
| - | ПЗ   | Ярослав Боучек      | 13 листопада 1912 (вік 21 рік) |        | Спарта Прага      |
| - | ЗХ   | Ярослав Бургр       | 7 березня 1906 (вік 28 років)  |        | Спарта Прага      |
| - | ПЗ   | Антонін Водічка     | 1 березня 1907 (вік 27 років)  |        | Славія Прага      |
| - | ЗХ   | Фердинанд Даучик    | 31 травня 1910 (вік 23 роки)   |        | Слован Братислава |
| - | ЗХ   | Ладислав Женишек    | 7 березня 1904 (вік 30 років)  |        | Славія Прага      |
| - | НП   | Геза Калочаї        | 30 травня 1913 (вік 20 років)  |        | Спарта Прага      |
| - | ПЗ   | Властиміл Копецький | 14 жовтня 1912 (вік 21 рік)    |        | Славія Прага      |
| - | ПЗ   | Йозеф Коштялек      | 31 серпня 1909 (вік 24 роки)   |        | Спарта Прага      |
| - | ПЗ   | Рудольф Крчіл       | 5 березня 1906 (вік 28 років)  |        | Славія Прага      |
| - | НП   | Олдржих Неєдлий     | 25 грудня 1909 (вік 24 роки)   |        | Спарта Прага      |
| - | ВР   | Честмір Патцель     | 2 грудня 1914 (вік 19 років)   |        | Тепліцер          |
| - | ВР   | Франтішек Планічка  | 2 червня 1904 (вік 29 років)   |        | Славія Прага      |
| - | НП   | Антонін Пуч         | 16 травня 1907 (вік 27 років)  |        | Славія Прага      |
| - | НП   | Франтішек Свобода   | 5 липня 1905 (вік 28 років)    |        | Славія Прага      |
| - | НП   | Йозеф Сильний       | 23 січня 1902 (вік 32 роки)    |        | Нім               |
| - | НП   | Їржі Соботка        | 6 червня 1911 (вік 22 роки)    |        | Славія Прага      |
| - | НП   | Еріх Србек          | 4 червня 1908 (вік 25 років)   |        | Спарта Прага      |
| - | ПЗ   | Штефан Чамбал       | 17 грудня 1908 (вік 25 років)  |        | Славія Прага      |
| - | ЗХ   | Йозеф Чтиржокий     | 30 вересня 1906 (вік 27 років) |        | Спарта Прага      |
| - | ПЗ   | Адольф Шимперський  | 5 серпня 1909 (вік 24 роки)    |        | Славія Прага      |
| - | НП   | Франтішек Штерц     | 27 січня 1912 (вік 22 роки)    |        | Збройовка         |
| - | НП   | Франтішек Юнек      | 17 січня 1907 (вік 27 років)   |        | Славія Прага      |

## Швейцарія
Головний тренер:  Гайнріх Мюллер
| № | Поз. | Гравець            | Дата народження (вік)            | Матчів | Клуб               |
| - | ---- | ------------------ | -------------------------------- | ------ | ------------------ |
| - | НП   | Андре Абегглен     | 7 березня 1909 (вік 25 років)    |        | Грассгоппер        |
| - | ВР   | Ренато Біццодзеро  | 7 вересня 1912 (вік 21 рік)      |        | Лугано             |
| - | НП   | Жозеф Боссі        | 29 серпня 1911 (вік 22 роки)     |        | Берн               |
| - | НП   | Альберт Бюхе       | 1911                             |        | Нордштерн (Базель) |
| - | НП   | Отто Бюхлер        |                                  |        | Грассгоппер        |
| - | ЗХ   | Вальтер Вайлер     | 4 грудня 1903 (вік 30 років)     |        | Грассгоппер        |
| - | ЗХ   | Макс Вайлер        | 25 вересня 1900 (вік 33 роки)    |        | Грассгоппер        |
| - | ПЗ   | Альбер Гіншар      | 10 листопада 1914 (вік 19 років) |        | Серветт            |
| - | ЗХ   | Луї Гобе           | 28 жовтня 1908 (вік 25 років)    |        | Берн               |
| - | НП   | Ервін Гохштрессер  |                                  |        | Лозанна            |
| - | ВР   | Віллі Губер        | 17 грудня 1913 (вік 20 років)    |        | Грассгоппер        |
| - | ПЗ   | Ернст Гуфшмід      | 4 лютого 1913 (вік 21 рік)       |        | Базель             |
| - | НП   | Віллі Єггі         | 28 липня 1906 (вік 27 років)     |        | Лозанна            |
| - | НП   | Альфред Єк         | 2 серпня 1911 (вік 22 роки)      |        | Базель             |
| - | ПЗ   | Фернан Жаккар      | 8 жовтня 1907 (вік 26 років)     |        | Тур-де-Пейльз      |
| - | НП   | Віллі фон Кенель   | 30 жовтня 1909 (вік 24 роки)     |        | Біль-Б'єнн         |
| - | НП   | Леопольд Кільгольц | 9 червня 1911 (вік 22 роки)      |        | Серветт            |
| - | ПЗ   | Едмон Луашо        |                                  |        | Серветт            |
| - | ЗХ   | Северіно Мінеллі   | 6 вересня 1909 (вік 24 роки)     |        | Грассгоппер        |
| - | ЗХ   | Арнальдо Ортеллі   | 5 серпня 1913 (вік 20 років)     |        | Лугано             |
| - | НП   | Раймон Пасселло    | 12 січня 1905 (вік 29 років)     |        | Серветт            |
| - | ВР   | Франк Сешеай       | 3 листопада 1907 (вік 26 років)  |        | Серветт            |
| - | ПЗ   | Ернст Фрік         |                                  |        | Люцерн             |

## Швеція
Головний тренер:  Йожеф Надь
| № | Поз. | Гравець             | Дата народження (вік)          | Матчів | Клуб            |
| - | ---- | ------------------- | ------------------------------ | ------ | --------------- |
|   | ЗХ   | Нільс Аксельссон    | 18 січня 1906 (вік 28 років)   |        | Гельсінгборг    |
|   | ПЗ   | Ернст Андерссон     | 26 березня 1909 (вік 25 років) |        | Гетеборг        |
|   | ЗХ   | Отто Андерссон      | 7 травня 1910 (вік 24 роки)    |        | Ергрюте         |
|   | ЗХ   | Свен Андерссон      | 14 лютого 1907 (вік 27 років)  |        | AIK             |
|   | НП   | Леннарт Бунке       | 3 квітня 1912 (вік 22 роки)    |        | Гельсінгборг    |
|   | ВР   | Ейвар Відлунд       | 15 червня 1905 (вік 28 років)  |        | AIK             |
|   | НП   | Карл-Ерік Гольмберг | 17 липня 1906 (вік 27 років)   |        | Ергрюте         |
|   | НП   | Рагнар Густавссон   | 28 вересня 1907 (вік 26 років) |        | ГАІС            |
|   | НП   | Йоста Дункер        | 16 вересня 1905 (вік 28 років) |        | Сандвікен       |
|   | ПЗ   | Руне Карлссон       | 1 жовтня 1909 (вік 24 роки)    |        | ІФК Ескільстуна |
|   | ПЗ   | Віктор Карлунд      | 5 лютого 1906 (вік 28 років)   |        | Ергрюте         |
|   | НП   | Туре Келлер         | 4 січня 1905 (вік 29 років)    |        | ІК Слейпнер     |
|   | НП   | Кнут Кроон          | 19 червня 1906 (вік 27 років)  |        | Гельсінгборг    |
|   | НП   | Хельге Лільєбйорн   | 16 серпня 1904 (вік 29 років)  |        | ГАІС            |
|   | НП   | Гаррі Лундаль       | 16 жовтня 1905 (вік 28 років)  |        | ІФК Ескільстуна |
|   | ПЗ   | Нільс Русен         | 22 травня 1902 (вік 32 роки)   |        | Гельсінгборг    |
|   | ВР   | Андерс Рюдберг      | 3 березня 1903 (вік 31 рік)    |        | Гетеборг        |
|   | НП   | Арвід Терн          | 29 жовтня 1906 (вік 27 років)  |        | ІФК Гренгесберг |
|   | НП   | Гуннар Ульссон      | 19 липня 1908 (вік 25 років)   |        | ГАІС            |
|   | ВР   | Стуре Хулт          | 19 жовтня 1910 (вік 23 роки)   |        | ІФК Ескільстуна |
|   | НП   | Свен Юнассон        | 9 липня 1909 (вік 24 роки)     |        | Ельфсборг       |
|   | НП   | Гуннар Янссон       | 17 липня 1907 (вік 26 років)   |        | Єфле            |